# Розенберг, Элияху
Элия́ху Ро́зенберг (10 мая 1924, Варшава, Польша — 23 сентября 2010) — выживший узник Варшавского гетто и лагеря смерти Треблинка, свидетель массовых убийств, давший важные показания на судебных процессах на Адольфом Эйхманом и Иваном Демьянюком.

## Биография
Родился в 1924 году в Варшаве в еврейской семье.
В 1939 году Польша была оккупирована нацистской Германией. В 1940 году, после смерти отца Розенберга от рук нацистов, остальные члены семьи были вынуждены жить в Варшавском гетто.
В 1942 году они получили уведомление о том, что их перевезут из Варшавы по железнодорожной станции Малкиня на северо-востоке Польши. В сентябре 1942 года семью вместе с более чем 6000 евреев посадили на поезд, который должен был отправиться в одиннадцатичасовую поездку в Треблинку. После Розенберг предположил, что нацисты выбрали более длинный маршрут, чтобы обмануть депортированных евреев. По прибытии в Треблинку Розенберга разлучили с матерью. Он велел ей написать в Варшаву поляку по имени Ковальски, который будет курьером, и таким образом, что бы ни случилось, каждый будет знать судьбу другого. Вскоре после этого в лагере погибли его мать и сестра.
После прощания с матерью его поместили в рабочую часть, которая сортировала посылки. На второй день работы офицер СС сказал группе заключённых, что они будут выполнять «лёгкую работу в течение десяти минут». Выяснилось, что работа заключалась в захоронении трупов убитых.
Розенбергу удалось совершить побег во время лагерного восстания 2 августа 1943 года.
После войны он был одним из ключевых свидетелей, давшим показания на судебных процессах над Адольфом Эйхманом в 1961 году и Иваном Демьянюком в 1987 году. Именно Розенберг опознал в Демьянюке охранника по кличке «Иван Грозный», избивавшего заключённых.
Был дружен с Кальманом Тайгманом (1923—2012), членом зондеркоманды (особого подразделения узников) Треблинки, позднее совершившим побег и также участвовавшим в судах над Эйхманом и Демьянюком.
Умер в 2010 году.